# نوره (سنندج)
نوره یک روستا در ایران است که در استان کردستان واقع شده‌است. نوره ۷۷۶ نفر جمعیت دارد.